# 加魯沙
51°6′27″N 24°37′3″E / 51.10750°N 24.61750°E
加魯沙（烏克蘭語：Гаруша），是烏克蘭的村落，位於該國西部沃倫州，由科韋利區負責管轄，面積0.82平方公里，海拔高度174米，2001年人口178，人口密度每平方公里218.4人。